# ランタナ
ランタナ（Lantana; 学名：Lantana camara）はクマツヅラ科の常緑小低木。中南米が原産。観賞用に栽培される。和名はシチヘンゲ（七変化）。鮮やかな色の花をつけ、その色が次第に変化することに由来する。学問上はランタナと言った場合、ランタナ属（シチヘンゲ属）全体を指す。（日本の）園芸上は単にランタナと言った場合、コバノランタナ（Lantana montevidensis (Spreng.) Briq.）を除くランタナ属の園芸種全体を指すことが多い。また本来はランタナ・カマラの和名であるシチヘンゲもランタナ属の園芸種全体の呼称として用いられることもある。
ランタナ・カマラはリンネの『植物の種』(1753年) で記載された植物の一つである。

## 分布
南アメリカ原産。
世界中に帰化植物として定着している。日本では小笠原諸島、沖縄諸島に移入分布している。

## 特徴
多数の小花からなる散形花序をつける。開花後、時間がたつと次第に花色が変わるため、同一花序でも外側と内側では花色が異なる（内側が新しい）。開花時期がアジサイと重なり葉の形も似ているが、アジサイとは全く別種で全体的に小さく花の色は派手である。大きさは最大1mほど。
果実は黒い液果で種子に有毒物質であるランタニンを含むが、鳥が食べ種子を散布する（種子を噛み砕く可能性の強い哺乳類には有毒だが鳥類には無毒という液果をもつ植物は多い）。茎は断面が四角で細かいとげが密生する。葉は対生し表面がざらついている。暖地では戸外でもよく育ち高さ1.5mほどになる。
世界の侵略的外来種ワースト100に選定されている。特に熱帯～亜熱帯気候の土地では、よほどきちんと管理してないとそこかしこにこぼれ種で増えてしまい、そうした気候の土地では「植えてはいけない花」と言われることさえある。
ランタナ属は中南米や南欧原産の約150種の低木または多年草を含む。熱帯・亜熱帯では広く野生化し、オーストラリアや東南アジアではやっかいな雑草として問題になっている。ややツル状に横に這って茂みを作り、茎には細かい逆棘があるため扱いにくい。他方、花には多くのチョウが集まり、花自体の美しさも相まって見応えがある。日本のような寒い季節がある温帯気候の土地だと、秋季の切り戻しなどの人為的な越冬対策をしないと枯れてしまうこともある。熱帯地方ほど深刻な侵略種ではないためか、園芸植物として庭に植えられている。また一部にランタナ・ヴェリエガータ（別名ランタナ・アロハ　下の画像の3枚目の葉に班が入ってる黄花の物）のような種子を作らない品種もあり、園芸種として流通している。
ランタナ属でよく栽培されるものとしては、ランタナの他に、小型で地面を這い赤、紫などの花をつけるコバノランタナ（Lantana montevidensis）、あるいはこれらの雑種がある。

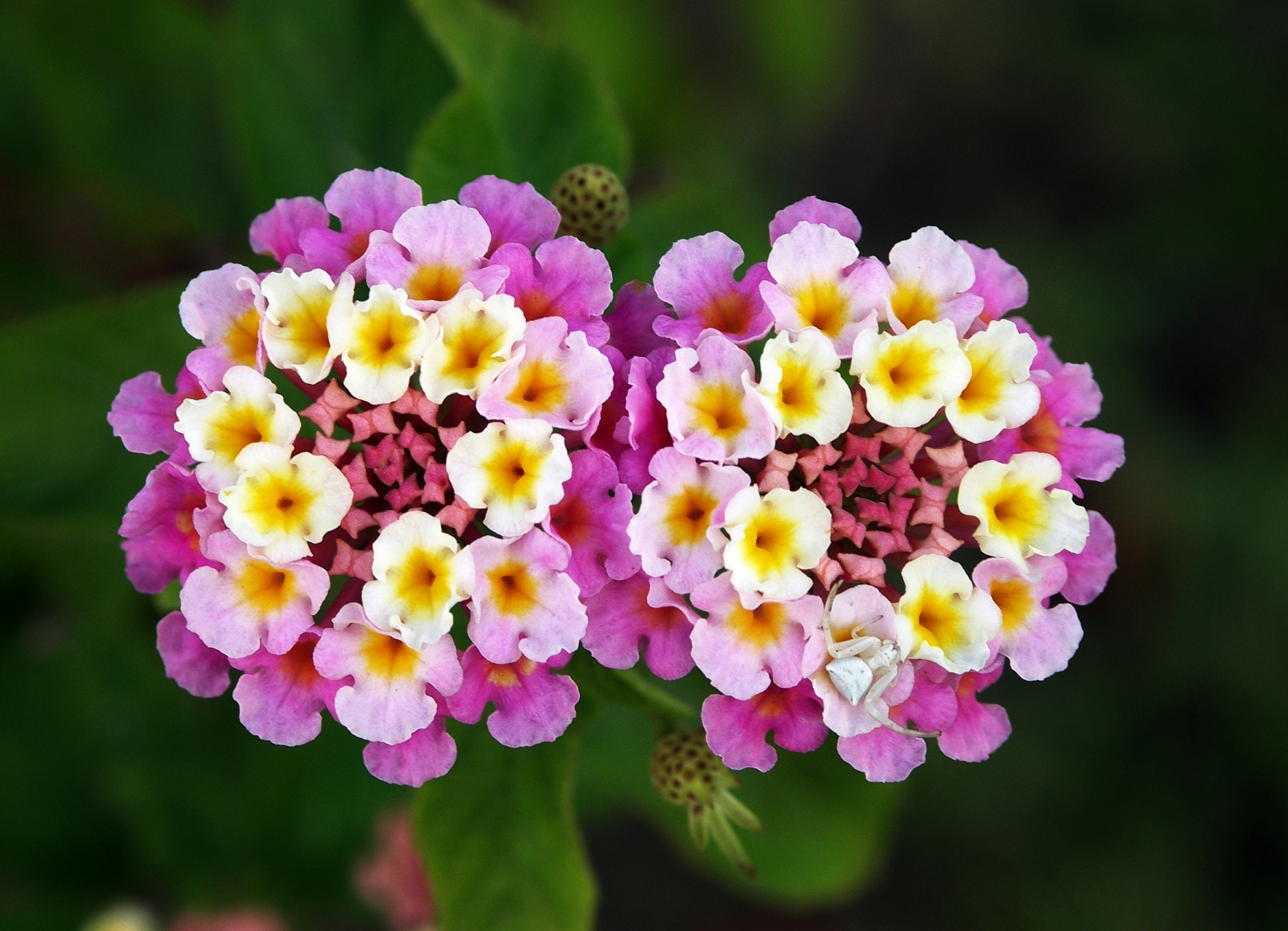
ピンク、白
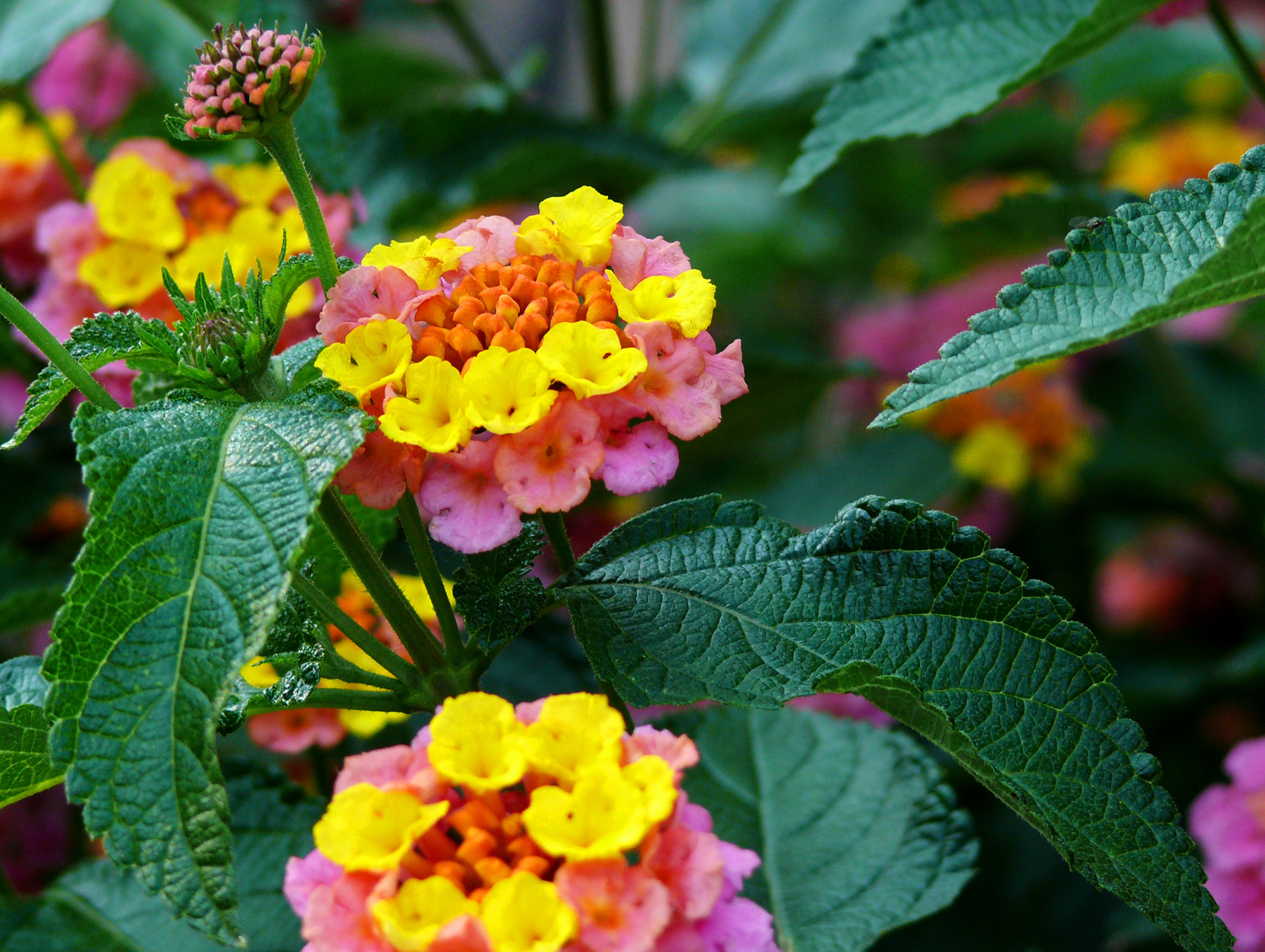
ピンク、黄
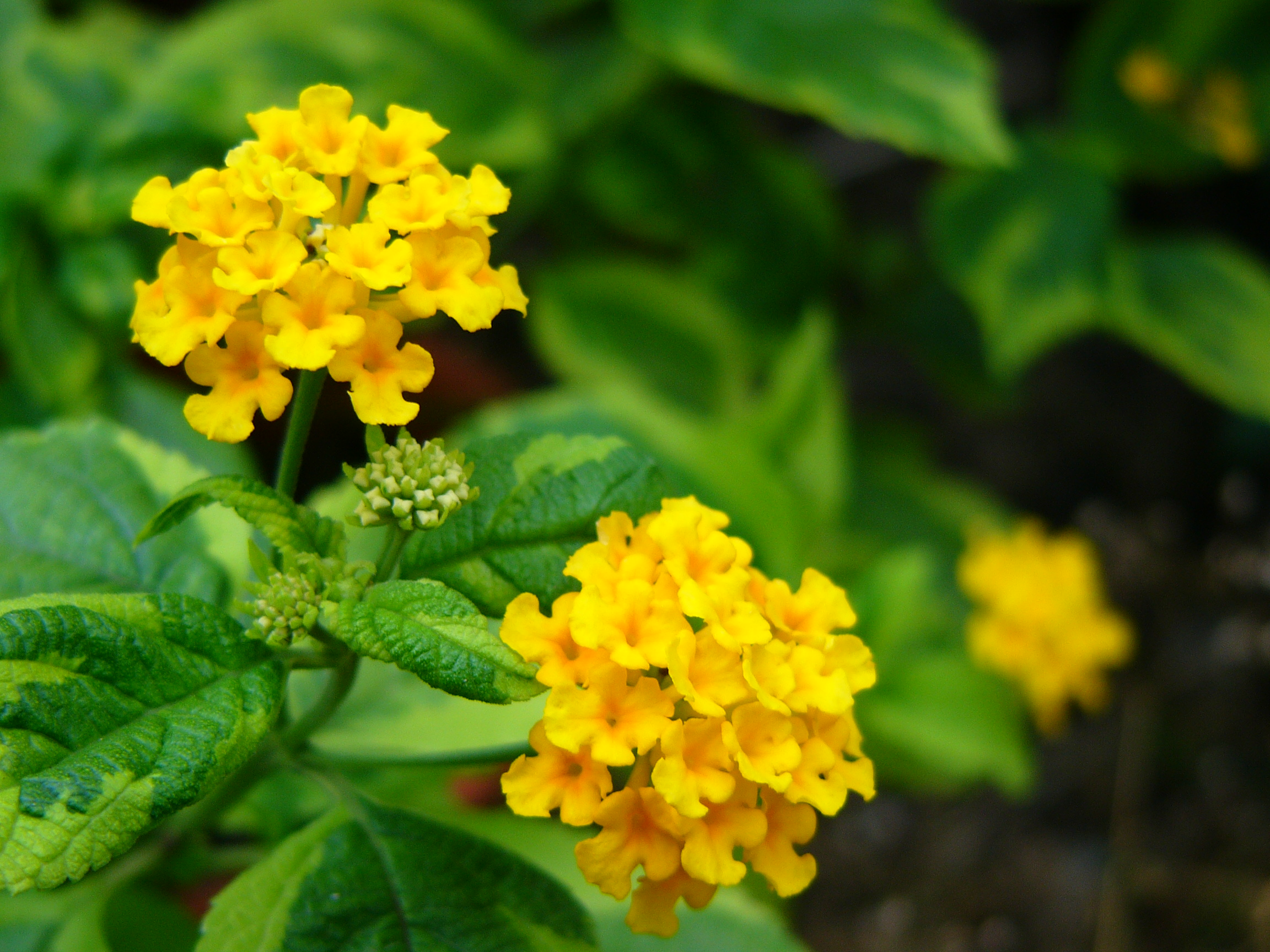
黄
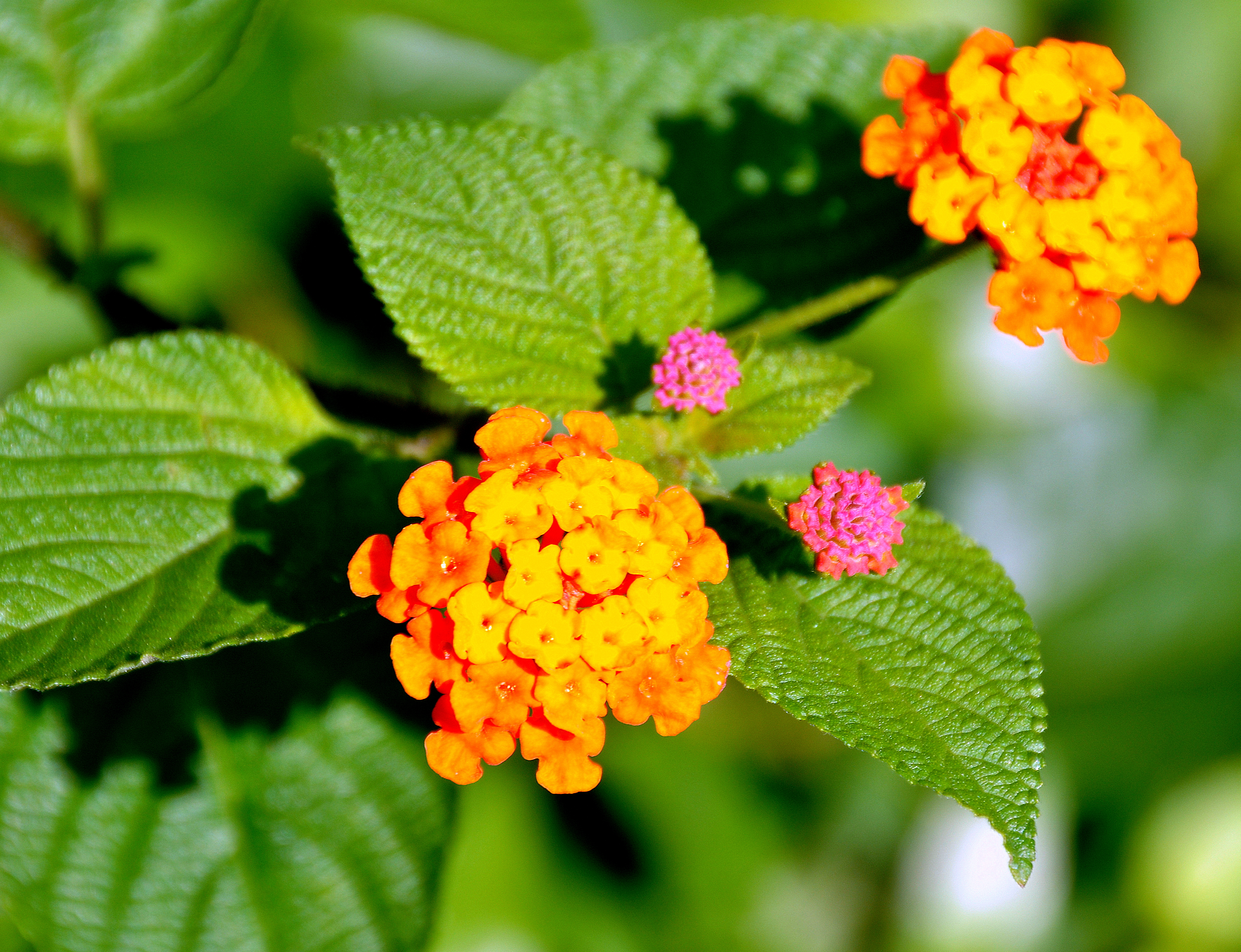
橙
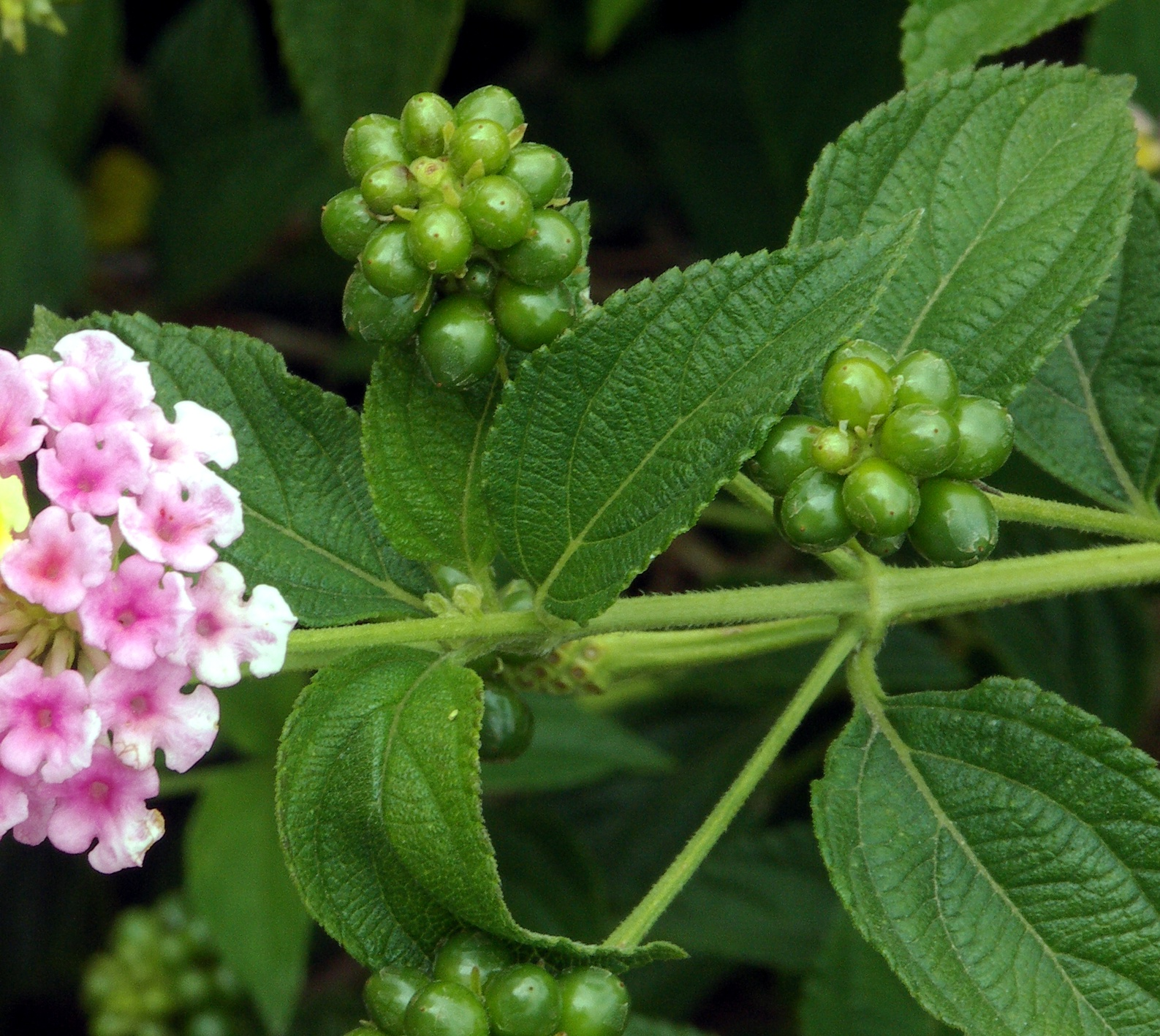
実
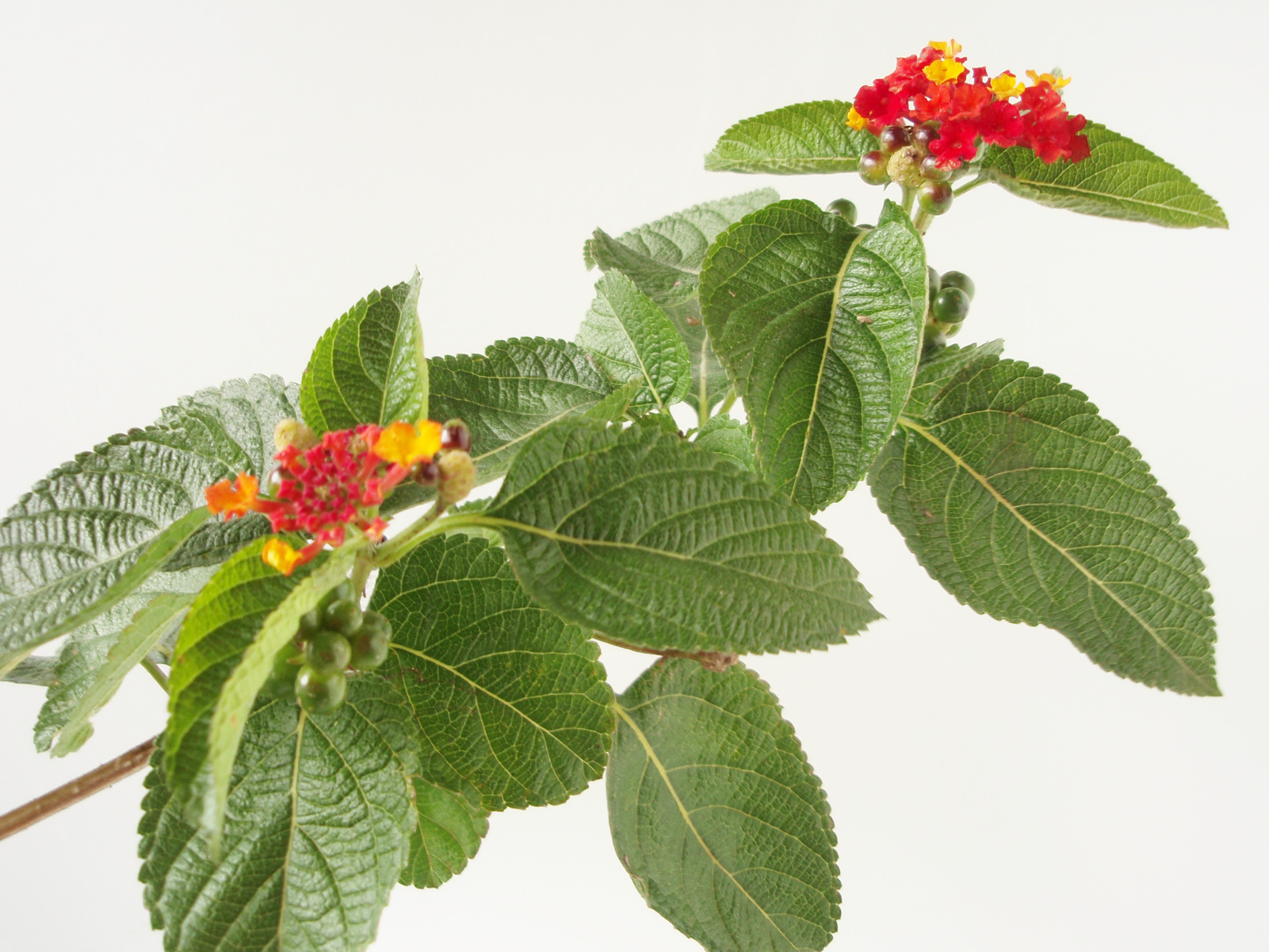
枝振り

## 亜種
ランタナ・カマラには複数の亜種が存在する。キュー植物園系データベース World Checklist of Selected Plant Families で受容されているものは以下の通りである。
- Lantana camara subsp. aculeata (L.) R.W.Sanders - メキシコ、カリブ海地域に自生。YListではこれが狭義のシチヘンゲであるとされている[5]。
- Lantana camara subsp. camara - メキシコ（ベラクルス州）、ニカラグア、カリブ海地域に自生
- Lantana camara subsp. glandulosissima (Hayek) R.W.Sanders - メキシコからベネズエラ北部、キューバ、プエルトリコにかけて自生
- Lantana camara subsp. moldenkei (R.W.Sanders) R.W.Sanders - キューバ東部からイスパニョーラ島にかけて自生
- Lantana camara subsp. moritziana (Otto & A.Dietr.) R.W.Sanders - コスタリカから熱帯アメリカ南部にかけて自生
- Lantana camara subsp. portoricensis (Moldenke) R.W.Sanders - プエルトリコからヴァージン諸島にかけて自生